# 괌 프리미어 아웃렛
괌 프리미엄 아웃렛(영어: Guam Premier Outlets, GPO)은 괌 타무닝에 위치한 쇼핑 센터이다. 괌 프리미엄 아웃렛에는 나인 웨스트, 앤 클라인, BCBG, 게스, 리바이스, 타미 힐피거, 나이키, 페이리스 슈소스, 스케처스, 페이머스 풋웨어, ABC 스토어가 입점하고 있으며, 음식적음 KFC, 판다 익스프레스, 써브웨이, 찰리스 필리 스테이크스 등이 푸드코트에 입점하고 있으며, 실외에 독립적으로 루비 튜스데이, 웬디스, 칠리스, 애플비스 등이 있다. 포에버 21, 로스 드레스 포 레스, 할리우드 시어터스 등도 맞닿아 있다.